# Angkor Airways
Angkor Airways – kambodżańska linie lotnicza z siedzibą w Phnom Penh. Głównym węzłem jest Port lotniczy Angkor.